# Дідікас (вулкан)
Вулкан Дідікас — діючий вулканічний острів у провінції Кагаян на півночі Філіппін. Острів, який був підводним вулканом і знову піднявся з моря в 1952 році, знаходиться 22 км на північний схід від острова Камігін, одного з островів Бабуян у Лусонській протоці До 1952 року вулкан вперше з'явився над поверхнею океану в 1857 році.

## Фізичні риси
Дідікас увінчаний лавовим куполом висотою 228 м і діаметром основи 1200 м на рівні моря. Він знаходиться на південній частині Лусонської вулканічної дуги і, як і всі вулкани на Філіппінах, є частиною Тихоокеанського вогняного кільця .

## Історія виверження
З 18 століття було зареєстровано шість історичних вивержень вулкана.
- 1773: перше зареєстроване підводне виверження вулкана на рифах Дідікас Фараллонів.[3]
- 1856: вересень або жовтень, перші прояви діяльністі ознаменувалися стовпом «диму» між двома скелями, добре відомими місцевим жителям, але землетруси не відчувалися.
- 1857: вулкан почав бурхливе виверження, яке супроводжувалося землетрусами, а потім піднявся над поверхнею моря. З того часу до 1860 року вулкан був постійно активним і за чотири роки досяг висоти 210 м. Пізніше острів був розмитий хвилями і зник у морі.[2][3][4]
- 1900: виверження залишило три скельні масиви до 25 м висотою.
- 1952: Вулкан знову піднявся на денну поверхню під час виверження, яке почалося приблизно 16 березня.
- 1953: діяльність затихла. У результаті утворився острів має 2,4 км завширшки з висотою 240 м.[5]
- 1969: перші відомості про жертви вулкана: три рибалки загинули під час риболовлі поблизу вулкана. Активність, яка почалася 21 березня, виникла з нового кратера на північній стороні острова. Активність на вулкані зменшилася в червні того ж року.[5]
- 1978: 6-9 січня: останнє на сьогоднішній день виверження Дідікаса. Помірне виверження вкрило острів свіжим вулканічним попелом.[5]